# Musikjahr 1795
Liste der Musikjahre

◄◄ | ◄ | 1791 | 1792 | 1793 | 1794 | Musikjahr 1795 | 1796 | 1797 | 1798 | 1799 | ► | ►►

Weitere Ereignisse
Dieser Artikel behandelt das Musikjahr 1795.

## Ereignisse
- 29. März: In Wien findet die Uraufführung des Klavierkonzerts Nr. 2 B-Dur op. 19 von Ludwig van Beethoven mit dem Komponisten als Solisten statt. Beethoven wird das Werk in der Folge noch öfter umarbeiten.

## Instrumentalmusik (Auswahl)
- Joseph Haydn: 102. Sinfonie (1794 entstanden, am 2. Februar 1795 uraufgeführt); 103. Sinfonie (mit dem Paukenwirbel); 104. Sinfonie; Klaviertrio Nr. 39 G-Dur Hob. XV/25
- Ludwig van Beethoven:  Klaviertrio op. 1,1;  Klaviertrio op. 1,2;  Klaviertrio op. 1,3;  Klaviersonate Nr. 1;  Klaviersonate Nr. 2;  Klaviersonate Nr. 3; Streichquintett Nr. 1 in Es-Dur op. 5; 12 Menuette für Orchester WoO 7; 12 Deutsche Tänze WoO 8
- Luigi Boccherini: 6 Streichquintette für 2 Violinen, Viola und 2 Violoncelli op. 50; 2 Streichquintette für 2 Violinen, Viola und 2 Violoncelli op. 51; 4 Streichquartette op. 52
- Luigi Cherubini: Chant républicain du 10 août (Bläserwerk)
- François-Adrien Boieldieu: Sonata für Klavier op. 2
- Johann Ladislaus Dussek: Klavierkonzert C op. 29 c125; Konzert für Klavier/Harfe und Orchester C op. 30 c129, c267; Klaviersonate D op. 25,2 c127
- Anton Reicha: Quartett D-Dur für vier Traversflöten, op. 12
- Johann Baptist Cramer: 1. Klavierkonzert Es-Dur op. 10
- E. T. A. Hoffmann: Rondo für Klavier (Frühwerk)
- Andreas Romberg: Violinkonzert IX A-Dur, SteR 50
- Anton Eberl: Sonate für Klavier und Violine B-Dur op. 50

## Musiktheater
- 27. Januar: Uraufführung der Oper La capricciosa corretta von Vicente Martín y Soler und einem Libretto von Lorenzo Da Ponte im King’s Theatre, London
- 06. Mai: Uraufführung der komischen Oper Jack of Newbury von James Hook op. 80 (Ort der Uraufführung nicht angegeben)
- 08. April: Uraufführung der Oper La Pauvre Femme von Nicolas Dalayrac in Paris, (Opéra-Comique)
- 27. April: Uraufführung der Oper Adèle et Dorsan von Nicolas Dalayrac in Paris, (Opéra-Comique)
- 13. August: Uraufführung der Oper Eraclito e Democrito von Antonio Salieri in Wien Burgtheater
- 14. Oktober: Am Wiener Kärntnertortheater erfolgt die Uraufführung der heroisch-komischen Oper Palmira, regina di Persia von Antonio Salieri, die einen großen Erfolg feiert und bald in ganz Europa aufgeführt wird.
- 28. Oktober: Uraufführung der Oper Rosalie et Myrza von François-Adrien Boieldieu in Rouen, (Théâtre des arts)
- 05. Dezember: Uraufführung der Oper La caverne von Étienne-Nicolas Méhul in Paris.

Weitere Werke
- Friedrich Heinrich Himmel: La Morte Di Semiramide (Oper)
- Étienne-Nicolas Méhul: Doria ou la Tyrannie détruite (Oper);
- Domenico Cimarosa: 3 Opern (1) Penelope; (2) Le nozze in garbuglio; (3) L’impegno superato
- Carl Ditters von Dittersdorf: 2 Opern (1) Don Quixote der Zweyte; (2) Gott Mars und der Hauptmann von Bärenzahn
- Niccolò Antonio Zingarelli: Gli Orazi e i Curiazi (Oper)
- Stephen Storace: The Three and the Deuce (Oper)
- Louis Emmanuel Jadin: 3 Opern mit jeweils einem Akt (1) Le Cabaleur; (2) Le Lendemain de noces; (3) Loizerolles ou L'Héroïsme paternel
- Johann Baptist Henneberg: Der Scherenschleifer (Oper)
- Thomas Attwood: The Adopted Child (Oper)
- Peter von Winter: Ogus, ossia Il trionfo del bel sesso (Eine in Prag herausgebrachte Oper); Die Thomasnacht (In Bayreuth uraufgeführte Komische Oper).
- Vicente Martín y Soler: L’isola del piacere (Oper mit dem Libretto von Lorenzo Da Ponte nach Giovanni Bertatis L’isola della fortuna); Sei canzonette italiane (Bühnenmusik ebenfalls nach einem Text von Da Ponte).

## Instrumentenbau
- Johann Gottlob Trampeli stellt die Orgel in der evangelischen Dorfkirche Zitzschen fertig. Sie ist eine der größten und weitgehend original erhaltenen Werke der Gebrüder Trampeli. Sie umfasst 25 Register auf zwei Manualen und Pedal.

## Geboren

### Geburtsdatum gesichert
- 21. Februar: Francisco Manuel da Silva, brasilianischer Komponist († 1865)
- 28. Februar: Gottfried Pfitzner, deutscher Musiker († 1887)
- 04. März:  Joseph Böhm, österreichischer Violinist und Komponist († 1876)
- 14. März: Robert Lucas Pearsall, englischer Rechtsanwalt und Komponist († 1856)
- 29. März: Victoire Lichtenstein, deutsche Sängerin und Salonnière in Berlin († 1866)
- 14. April: Pedro Albéniz, spanischer Pianist und Komponist († 1855)
- 28. April: Julie Zucker, deutsche Schauspielerin und Sängerin am Dresdner Hoftheater († 1826)
- 15. Mai: Adolf Bernhard Marx, deutscher Komponist und Musikwissenschaftler († 1866)
- 27. Mai: Friedrich August Belcke, deutscher Posaunist und Komponist († 1874)
- 01. Juli: Theodor Lachner, deutscher Hoforganist († 1877)
- 23. Juli: Johann Leopold Abel, deutsch-britischer Komponist, Pianist, Violoncellist, Geiger und Musikpädagoge († 1871)
- 24. Juli: August Wilhelm Agthe, deutscher Violinist, Klarinettist an der Hofkapelle und Stadt- und Hofmusikus in Weimar († 1867)
- 08. August: Ciriaco Carreño, venezolanischer Sänger und Organist († 1814)
- 16. August: Heinrich Marschner, deutscher Komponist († 1861)
- 30. August: Amable Tastu, französische Schriftstellerin, Dichterin und Librettistin († 1885)
- 17. September: Saverio Mercadante, italienischer Opernkomponist († 1870)
- 08. Dezember: Jacques François Gallay, französischer Hornist († 1864)
- 10. Dezember: Caspar Kummer, deutscher Flötist, Komponist und Musikpädagoge der Romantik († 1870)

### Geboren um 1795
- Pietro Pettoletti, italienischer Gitarrist und Komponist († um 1870)

## Gestorben

### Todesdatum gesichert
- 19. Januar: Maria Teresa Agnesi Pinottini, italienische Komponistin und Cembalistin (* 1720)
- 21. Januar: Michel Corrette, französischer Komponist und Autor von musiktheoretischen Abhandlungen (* 1707)
- 26. Januar: Johann Christoph Friedrich Bach, deutscher Musiker und Komponist (* 1732)
- 11. Februar: Carl Michael Bellman, schwedischer Dichter und Komponist. (* 1740)
- 05. März: Joseph Reicha, deutscher Cellist und Komponist (* 1752)
- 27. April: Mark Fjodorowitsch Poltorazki, russischer Bariton und Hofkapellmeister (* 1729)
- 22. Mai: Friedrich Wilhelm Marpurg, deutscher Musiktheoretiker, -kritiker und -historiker der Aufklärung (* 1718)
- 29. Juni: Ernst Daniel Adami, deutscher Kapellmeister, Organist, Musikpädagoge, Schriftsteller, Chordirektor, Lehrer und Theologe (* 1716)
- 01. Juli: Claude Godard d’Aucour, französischer Schriftsteller und Librettist (* 1716)
- 19. August: Friedrich Hartmann Graf, deutscher Komponist (* 1727)
- 31. August: François-André Danican Philidor, französischer Komponist und Schachspieler (* 1726)
- 07. September: Carl Immanuel Engel, deutscher Organist, Dirigent und Komponist (* 1764)
- 15. September: James Aird, schottischer Musikverleger (* 1750)
- 22. September: Sayat Nova, armenischer Sänger, Dichter, Geistlicher und Komponist (* 1712)
- 24. September: Michael Ehregott Grose, deutscher und dänischer Organist und Komponist sowie Musikpädagoge (* 1747)
- 11. Oktober: Franz Christoph Neubauer, deutscher Komponist und Violinist, böhmischer Herkunft (* um 1760)
- 25. Oktober: Francesco Antonio Uttini, italienischer Komponist (* 1723)
- 06. November: Georg Anton Benda, böhmisch-deutscher Kapellmeister und Komponist (* 1722)
- 19. November: Thomas Linley senior, englischer Musiker und Bühnenkomponist (* 1733)
- 30. Dezember: Franz Bernhard von Keeß, österreichischer Jurist und Dirigent (* 1720)

### Genaues Todesdatum unbekannt
- George Adams junior, englischer Instrumentenbauer und Verfasser wissenschaftlicher Bücher (* 1750)
- John Christopher Smith, deutschstämmiger englischer Komponist und wie sein Vater Schüler und Vertrauter von Georg Friedrich Händel. (* 1712)

### Gestorben um 1795
- Charles Clagget, irischer Musiker, Komponist und Instrumentenbauer (* 1740)